# Laura Del Colle
Laura Del Colle (n. 30 de maig de 1983 a Rosario, Santa Fe) és una jugadora de hoquei sobre gespa argentina, integrant de la selecció del seu país amb la qual va participar en els Jocs Olímpics de Londres 2012 i va obtenir la medalla de plata i al Champions Trophy. Becada per la Secretaria d'Esports de la Nació.

## Carrera esportiva
Pertany al Club Universitari de Rosario. El 2011, va ser convocada a integrar la selecció major argentina. Va actuar als Jocs Panamericans de Guadalajara 2011, on va obtenir la medalla de plata. El 2012 va integrar l'equip que va guanyar al Champions Trophy i aquest mateix any va ser seleccionada per actuar als Jocs Olímpics de Londres 2012 on va obtenir la medalla de plata.